# Campeonato Europeo de Lucha de 1980
El XXXII Campeonato Europeo de Lucha se celebró en Prievidza (Checoslovaquia) en el año 1980 bajo la organización de la Federación Internacional de Luchas Asociadas (FILA) y la Federación Checoslovaca de Lucha.

## Resultados

### Lucha grecorromana
| Evento  | Oro                      | Plata                     | Bronce                    |
| ------- | ------------------------ | ------------------------- | ------------------------- |
| 48 kg   | Roman Kierpacz · Polonia | Zhaxylyk Ushkempirov URSS | Totio Andonov Bulgaria    |
| 52 kg   | Vajtang Blaguidze URSS   | Rolf Krauß RFA            | Mladen Mladenov Bulgaria  |
| 57 kg   | Vitali Konstantinov URSS | Benni Ljungbeck · Suecia  | Julien Mewis · Bélgica    |
| 62 kg   | Nelson Davidian URSS     | Ryszard Świerad · Polonia | Ion Păun Rumania          |
| 68 kg   | Ștefan Rusu Rumania      | Anatoli Kravchenko URSS   | Tapio Sipilä · Finlandia  |
| 74 kg   | Nedko Nedev Bulgaria     | Mikko Huhtala · Finlandia | Viacheslav Mkrtychev URSS |
| 82 kg   | Guennadi Korban URSS     | Leif Andersson · Suecia   | Pavel Pavlov Bulgaria     |
| 90 kg   | Igor Kanyguin URSS       | Frank Andersson · Suecia  | Stoyan Ivanov Bulgaria    |
| 100 kg  | Gueorgui Raikov Bulgaria | Vasile Andrei Rumania     | József Farkas · Hungría   |
| +100 kg | Nikola Dinev Bulgaria    | Yevgueni Artiujin URSS    | Prvoslav Ilić Yugoslavia  |

### Lucha libre
| Evento  | Oro                       | Plata                       | Bronce                        |
| ------- | ------------------------- | --------------------------- | ----------------------------- |
| 48 kg   | Rumen Yordanov Bulgaria   | Arshak Sanoyan URSS         | Władysław Olejnik · Polonia   |
| 52 kg   | Nermedin Selimov Bulgaria | Iragui Shugayev URSS        | Władysław Stecyk · Polonia    |
| 57 kg   | Gurguen Bagdasarian URSS  | Ivan Tsochev Bulgaria       | Aurel Neagu Rumania           |
| 62 kg   | Magomedgasan Abushev URSS | Simeon Shterev Bulgaria     | Zoltán Szalontai · Hungría    |
| 68 kg   | Saipula Absaidov URSS     | Ivan Yankov Bulgaria        | Stanisław Chiliński · Polonia |
| 74 kg   | Martin Knosp RFA          | Reinhold Steingräber RDA    | Gueorgui Makasarishvili URSS  |
| 82 kg   | Ismail Abilov Bulgaria    | Oleg Kaloyev URSS           | Günter Bussarello · Austria   |
| 90 kg   | Sanasar Oganisian URSS    | Uwe Neupert RDA             | Christophe Andanson Francia   |
| 100 kg  | Magomed Magomedov URSS    | Slavcho Chervenkov Bulgaria | Harald Büttner RDA            |
| +100 kg | Petar Ivanov Bulgaria     | Salman Jasimikov URSS       | Adam Sandurski · Polonia      |

## Medallero
| Núm. | País       | Oro | Plata | Bronce | Total |
| ---- | ---------- | --- | ----- | ------ | ----- |
| 1    | URSS       | 10  | 7     | 2      | 19    |
| 2    | Bulgaria   | 7   | 4     | 4      | 15    |
| 3    | Polonia    | 1   | 1     | 4      | 6     |
| 4    | Rumania    | 1   | 1     | 2      | 4     |
| 5    | RFA        | 1   | 1     | 0      | 2     |
| 6    | Suecia     | 0   | 3     | 0      | 3     |
| 7    | RDA        | 0   | 2     | 1      | 3     |
| 8    | Finlandia  | 0   | 1     | 1      | 2     |
| 9    | Hungría    | 0   | 0     | 2      | 2     |
| 10   | Austria    | 0   | 0     | 1      | 1     |
| 10   | Bélgica    | 0   | 0     | 1      | 1     |
| 10   | Francia    | 0   | 0     | 1      | 1     |
| 10   | Yugoslavia | 0   | 0     | 1      | 1     |
|      | TOTAL      | 20  | 20    | 20     | 60    |